# 异叶楼梯草
异叶楼梯草（学名：Elatostema monandrum）为荨麻科楼梯草属的植物。分布于缅甸、尼泊尔、不丹、印度以及中国大陆的贵州、陕西、西藏、云南、四川等地，生长于海拔1,900米至2,800米的地区，一般生于沟边、山地林中以及阴湿石上，目前尚未由人工引种栽培。

## 异名
- Elatostema monandrum (D. Don) Hara f. ciliatum (Hook. f.) Hara
- Elatostema monandrum (D. Don) Hara f. pinnatifidum (Hook. f.) Hara